# 知多奧田站
知多奧田站（日语：／ Chita-okuda eki */?）是位於愛知縣知多郡美濱町奧田森越，名古屋鐵道（名鐵）的知多新線車站。車站編號為KC22。所有列車均停此站。曾經為知多新線的終點站。特急列車在1983年日本福祉大學開幕時開始停站，在1984年至1992年設定的DX特急在此站通過。

## 歷史
- 1975年（昭和50年）7月6日 - 知多新線上野間站至此站之間開業，此站啟用，當時為無人車站。
- 1976年（昭和51年）4月4日 - 此站至野間站之間開業。
- 1983年（昭和58年）4月 - 由於附近的日本福祉大學開幕，升級為特急停車站[2]。在部分時段中有車站職員當值[3]。
- 2007年（平成19年）7月14日 - 車站可以使用交通儲值卡「Trans Pass（日语：トランパス (交通プリペイドカード)）」。同時，成為全日有人車站。
- 2011年（平成23年）2月11日 - 車站可以使用「manaca」IC卡。
- 2012年（平成24年）2月29日 - 車站不可使用交通儲值卡「Trans Pass」。

## 車站構造
車站為一座高架車站，設有2面2線的相對式月台，可進行列車交會。月台可容納6卡車廂，8卡編成的列車中，後尾2卡車廂的車門不會打開（選擇性車門操作）。在高架車站中，設有自動閘機和車站職員當值。在高架車站下（第1層）設有名為「青年廣場」的本地租戶，當中設有廁所、2間餐廳和臨時房屋。第2層的車站大樓設有閘口、大堂、候車室和投幣式儲物櫃。此站也有無障礙設備例如升降機。
除了與河和線連接的富貴站外，此站為知多新線唯一全日有人車站。終點站內海站為是有人車站，但是部分時段為無車站職員當值。

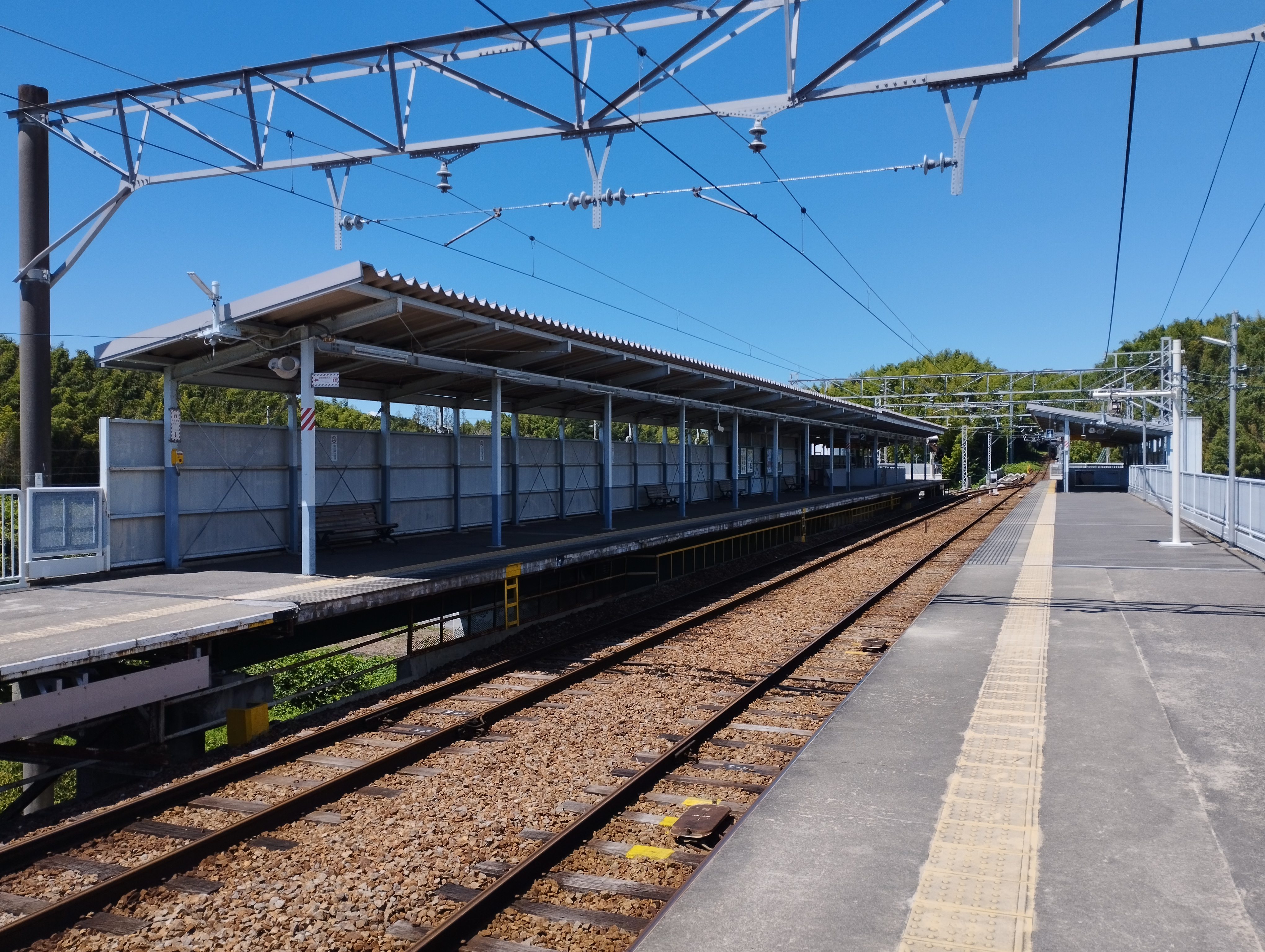
月台(2023年8月)

| 月台 | 路線     | 上下行 | 方向                   |
| ---- | -------- | ------ | ---------------------- |
| 1    | 知多新線 | 下行   | 內海方向               |
| 2    | 知多新線 | 上行   | 太田川、名鐵名古屋方向 |

### 配線圖
| ← 富貴方向      | 知多奧田站 站內配線略圖 | → 內海方向 |
| 图例 参考文献： |                         |            |

## 使用狀況
- 在中提及在2013年度，當時1日平均上下車人次為6,253人，在名鐵所有車站（275站）排名第63，河和線、知多新線（24站）中排名第7[6]。
- 在中提及在1992年度，當時1日平均上下車人次為7,542人，除岐阜市內線均一車費區間內各站（岐阜市內線、田神線、美濃町線徹明町站至琴塚站之間）外名鐵所有車站（342站）中排名第60，河和線、知多新線（26站）中排名第6[7]。
- 在中提及，在2018年度1日平均乘車人次為2,664人[1]。

在河和線和知多新線車站中，此站的使用人次有減少的傾向。特別是在學校假期、星期六及假日時很少人使用。

## 車站周邊
東邊（美濱町河和方向）
- 日本福祉大學、日本福祉大學付屬高等學校（日语：日本福祉大学付属高等学校）
- 愛知縣道275號奧田河和線（日语：愛知県道275号奥田河和線）
- 農田，在知多新線沿線有許多大農田。
- 美濱町議會發布在知多奧田站東邊建設運動公園與田徑體育場，公園預計在2023年完成[8]

西側（伊勢灣方向）
- 奧田地區的中心可向海方向前進，直至接近國道247號（日语：国道247号），步行約10分鐘。
- 美濱町立奧田小學
- 南知多Beach Land（日语：南知多ビーチランド）（設有資訊板。從車站步行15分鐘）
- 美濱郵局
- 三菱日聯銀行武豐分店ATM
- 知多信用金庫（日语：知多信用金庫）奧田分店
- 簡保之宿知多美濱（在車站西邊迴旋路設有接送巴士）
- 戀之水神社（日语：恋之水神社）

此外，小野浦酒店等各酒店設有接送巴士在此站出發。

## 路線巴士
- 美濱町巡回迷你巴士「自然號」
  - 西部路線:上野間站、政廳方向、野間公民館方向。

曾經設有知多巴士路線前往南知多Beach Land。

## 相鄰車站
名古屋鐵道
 知多新線
■特急、□快速急行、■急行、■普通
美濱綠苑（KC21）－知多奧田（KC22）－野間（KC23）

## 外部連結
- 知多奧田 - 名古屋鐵道